# 2769 Менделеєв
2769 Менделеєв (2769 Mendeleev) — астероїд головного поясу, відкритий 1 квітня 1976 року.
Тіссеранів параметр щодо Юпітера — 3,197.
Названа на честь Д. І. Менделєєва, (1834-1907) російського хіміка, одного з авторів періодичної таблиці хімічних елементів.